# Mirosláv Cipro
Mirosláv Cipro (ur. 13 grudnia 1918 w Pilźnie, zm. 7 października 2003) – czeski pedagog, profesor Uniwersytetu Karola w Pradze, dr filozofii tego Uniwersytetu, dr nauk Uniwersytetu w Tbilisi.

## Życiorys
Ukończył studia filozoficzne na Uniwersytecie Karola w Pradze, a następnie uzyskał stopień doktora. W latach 1964–1971 był dyrektorem Instytutu Pedagogicznego w Pradze, a w latach 1971–1975 zastępcą ministra oświaty CSRS. Od 1976 do 1980 był pracownikiem UNESCO, pracując w dziale programów kształcenia dorosłych analfabetów. Od 1980 profesor Uniwersytetu Karola w Pradze. W latach 1989–1993 zajmował stanowisko Prezesa Światowego Towarzystwa Nauk o Wychowaniu (AMSE).

## Dorobek naukowy
Na dorobek naukowy Miroslava Cipro składają się głównie publikacje związane z podstawowymi zagadnieniami pedagogiki ogólnej oraz dydaktyki. Ponadto w kręgu jego zainteresowań są kwestie związane z problemami poprawy jakości kształcenia zawodowego nauczycieli oraz funkcjonowanie ustrojów szkolnych w różnych krajach. W latach 90. zajmował się opracowaniem biografii wybitnych światowych pedagogów, co znalazło wyraz w trzytomowym dziele o wspólnym głównym tytule Galerie světových pedagogů (2001–2002). Autor książek:
- O mravni výchově mládezě – 1957
- Vychováváme prokomunismus – 1964
- Diferenciace zakladniho vzděláni – 1968
- Modernizace zakladniho vzděláni – 1968
- Pohled na americkou školu – 1970
- Škola – opora socialismu – 1973[4]
- Vychová v socialismu – 1977
- Idea vysokě školy – 1981
- Provodce dějinami vychovy – 1984[4]
- Vývoj a problémy francuzské školy a pedagogiky – 1985[4]
- Principy vychovy – 1987[4]
- Dialektika vychovy – 1987, 1988[4]
- Portrety pedagogů – 1988
- Vychová a společnost – 1996
- Pedagogika a společnost – 1999
- Slovník pedagogů – 2001[3][4]
- Galerie světových pedagogů I. – od starověku k osvícenství – 2001[3]
- Galerie světových pedagogů II. – devatenácté století – 2002[3]
- Galerie světových pedagogů III. – dvacáté století – 2002[3]
- Němečtí pedagogové – 2003[3]